# Infantilisme
Infantilisme er et begreb, der dækker over flere forskellige fænomener med det fællestræk, at en person har en usædvanlig tilknytning til barndommen lang tid efter at denne formelt er ophørt.
I en psykologisk-patologisk sammenhæng kan det betegne det fænomen, at en persons psyke ikke udvikler efter barndommen, men forbliver på eller vender tilbage til et barnligt stadium.
I en sexologisk sammenhæng er infantilisme derimod en betegnelse for det parafile fænomen, dvs. at en normalt fungerende voksen finder seksuel tilfredsstillelse ved midlertidigt at indtræde i rollen som barn. I denne brug af ordet er infantilisme en seksuel fetichisme, og det er dette fænomen, der beskrives i denne artikel.
Seksuel infantilisme er nært beslægtet med såkaldte voksne babyer og bleelskere. Når man taler om sex og infantilisme, taler man ofte om ABDL, der er en engelsk forkortelse for "Adult Baby (eller Teen Baby) Diaper Lover", på dansk: "Voksen Baby Ble-Elsker". 

## Hvad er infantilisme?
Infantilisme dækker, i ordets seksuelle betydning, over mennesker som opnår lystfølelse ved at blive passet, puslet og behandlet som en baby og/eller ved at opføre sig som en baby. Det kan være babyudstyret i sig selv – især bleer, men også sutter, sparkedragter, kravlegårde, gummibukser osv., der "tænder", samt ritualerne: madning, bleskifte, pottetræning, påklædning og "visselulle". 
Skældud, smæk, tvangsmadning, lavement og indpakning m.m., er alle situationer hvor de basale kropslige funktioner er underlagt legekammeratens kontrol og lune, hvilket kan virke stærkt pirrende. For mange er det følelsen af hjælpeløshed ved at være overladt og afhængig af ‘plejemoderens’ pasning og pleje, der har betydning. Der findes omtrent ligeså mange forskellige fantasier som der findes infantilister. 

### Det har INTET med rigtige børn at gøre
Infantilisme og Voksne Babyer har intet med pædofili at gøre! Der er desværre nogle, som tror det, men en infantilist ønsker ikke at have sex med en baby, blot selv at blive behandlet som én. 
Der er stor forskel på den enkeltes interesser. For nogle er det blot bleen eller gummibukserne som fetich, der tænder. Andre bruger måske også bleen, og nogle benytter hele paletten af babyudstyr. For nogle er det en seksuel interesse, for andre har det intet med sex at gøre. 

### Kan man da have en kæreste?
Ja, selvfølgelig! Mange har svært ved at forestille sig, at man kan have en kæreste, men det er ikke noget problem. Mens nogle går direkte efter at finde en kæreste, der selv er infantilist, er det vigtigste, at man finder én, der vil acceptere, at man har denne specielle lyst, og derfor senere kan deltage. Det vigtigste er blot, at man ikke prøver på at presse sin kæreste til noget. 
Samtidig er det også en uheldig situation, hvis man ikke får fortalt om det tidligt i forholdet. Der er eksempler på, at folk har været gift i op til 25 år, uden at konen vidste noget som helst. En sådan situation er meget ulykkelig, så derfor, fortæl om det tidligt. Det bliver kun sværere hvis man venter. 

### Infantilisme hos børn/unge
Infantilisme ses sommetider i unge børn, og hænger ofte sammen med et stressende miljø. En sådan regression er ikke sjælden og overstås på kort tid.
Der er som forældre ingen grund til at gå i panik i sådanne situationer. Mange voksne med infantilisme ville have ønsket forståelse fra deres forældre. Det er dog de færreste der taler ud om deres trang til eksempelvis bleer over for familie og venner.
Som barn/ung er det svært at skulle tale med andre om og problemet isoleres oftes i stedet hvilket i enkelte situationer giver anledning til social isolation.

### Et fælles objekt er bleen
Det mest almindelige fokusobjekt i infantilisme er bleen. De fleste infantilister føler 
drift til at tage ble på og bruge bleen, men der er stor forskel på frekvenserne. Brugen af ble kan variere mellem en gang om året og fuldtids brug af bleer. Frekvensen er forskellig fra person til person, og kan skifte fra år til år.

## Infantilisme psykologi

### Det psykologiske syn på infantilisme
I voksenpsykologi og sexologi betragtes infantilisme som et seksuelt rollespil og en variation af BDSM. På den måde spiller den ene part rollen som baby, og det betragtes som en "grænseleg" – et samleje på grænsen af sikkerhed og sundhed. ABDL er en generationsrollespilsfetich, f.eks. rollespiller man at være 5 år i stedet for ens rigtige alder. 

### Fælles indre dynamik

#### Purging cycle fænomenet
Dette fænomen findes ofte tidligt i livet, imens unge infantilister udforsker deres seksualitet. De vil købe legetøj, bleer m.m. for at prøve deres infantilisme fantasi. Efter et stykke tid, vil de smide det hele ud, og afgive et løfte til sig selv om aldrig at gentage fantasien, kun for noget tid senere at gå ud, og købe det samme legetøj igen. De gentager denne cyklus 10, 20 eller op til 30 gange inden de finder ud af, at de ikke kan blive deres fanatasier kvit. 

#### Infantilistens syn på sig selv
Mange infantilister har ingen problemer, når de prøver at udleve deres fantasi. Andre infantilister fortæller om konstant stress og konflikt, over deres gerninger for deres fantasiliv, og at de er bange for at blive udstillet som unormale. Få infantilister kan helt fortrænge deres fantasier.
Det har INTET med rigtige børn at gøre